# Acerentomon franzi
Acerentomon franzi är en urinsektsart som beskrevs av Josef Nosek 1965. Acerentomon franzi ingår i släktet Acerentomon och familjen lönntrevfotingar. Inga underarter finns listade i Catalogue of Life.